# Blame It on the Alcohol
«Blame It on the Alcohol» (рус. Во всём вините алкоголь) — четырнадцатый эпизод второго сезона американского музыкального телесериала «Хор», показанный телеканалом Fox 22 февраля 2011 года. Сюжет серии сосредоточен вокруг проблем употребления алкоголя несовершеннолетними. Директор школы Фиггинс планирует устроить мероприятие и просветить студентов о вреде алкоголя и просит Уилла Шустера подготовить с хором музыкальный номер на подходящую песню. Рейчел Берри устраивает вечеринку, где хористы напиваются, а Блейн Андерсон целует Рейчел и начинает сомневаться в своей сексуальной ориентации.
В эпизоде прозвучали кавер-версии четырёх песен, что в 1,5-2 раза меньше, чем среднее число за сезон; все песни были выпущены в качестве синглов посредством цифровой дистрибуции, три из них — «Don’t You Want Me», «Blame It» и «Tik Tok» — занимали места в чарте Billboard Hot 100 и Canadian Hot 100, а одна вошла в альбом Glee: The Music, Volume 5.

## Сюжет
Обеспокоенный недавними инцидентами в школе, связанными с алкоголем, директор Фиггинс (Икбал Теба) решает подготовить мероприятие и предостеречь студентов. Он просит руководителя хора Уилла Шустера (Мэтью Моррисон) подготовить музыкальный номер на песню, пропагандирующую вред алкоголя. Между тем хористы узнают, что отцы Рейчел (Лиа Мишель) уехали из города, и подталкивают её устроить вечеринку. Она приглашает коллег по хору, а также Курта Хаммела (Крис Колфер) и Блейна Андерсона (Даррен Крисс). Большинство гостей серьёзно опьянели, и во время игры «в бутылочку» Рейчел выпало поцеловать Блейна. Это возымело эффект на обоих; позже они исполнили дуэтом композицию «Don’t You Want Me». После вечеринки, будучи не в состоянии добраться домой, Блейн проводит ночь в постели Курта, полностью одетый, а Пак (Марк Саллинг) — Финна (Кори Монтейт). Блейна случайно застаёт отец Курта, Барт (Майк О’Мэлли), который устраивает сыну скандал, объясняя, что он запрещает ему без разрешения оставлять ночевать парней-геев, также как Финну запрещено оставлять девушек. Курт уверяет, что у него с Блейном ничего не было, однако соглашается на ультиматум отца, но просит его найти способ просветить себя относительно гей-отношений, так как ему может понадобиться его совет в будущем.
Утром студенты приходит в школу, чувствуя похмелье, и исполняют песню «Blame It». Шустер впечатлён их «реалистичным» изображением похмелья и списывает это на усталость и недостаток сна. Хористы обвиняют Шустера в лицемерии — по их словам, некрасиво учить их и при этом самому не стыдиться употреблять алкоголь. Тренер Шэнон Бист (Дот Джонс) приглашает Шустера в бар, где они поют «One Bourbon, One Scotch, One Beer». Уилл напивается и дома решает оставить сообщение Эмме Пилсберри (Джейма Мейс).
Курт беспокоится относительно потенциальных отношений Блейна и Рейчел. Во время разговора Блейн предполагает, что может быть бисексуалом, однако это только злит Курта, который опровергает существование такого термина, объясняя его попыткой прикрыться за общепринятыми нормами, отказываясь признавать свою ориентацию. Курт беседует с Рейчел и предупреждает её, что у неё ничего не выйдет — он знает Блейна, и он действительно гей, хоть и запутался. На мероприятии директора Фиггинса хор поёт песню «Tik Tok» певицы Kesha, и во время выступления Бриттани (Хизер Моррис) тошнит прямо на Рейчел. Позже Сью Сильвестр (Джейн Линч) публично унижает Шустера, включив по школьному интеркому сообщение на автоответчике, оставленное им по ошибке накануне вечером на номер Сью вместо Эммы. Уилл понимает, что он действительно не был откровенен со студентами. Все думают, что выступление хора провалилось, однако директор Фиггинс поощряет их, говоря, что после такого ни у кого из учеников не возникнет желания перебрать с выпивкой. Уилл собирает хористов и даёт им подписать бумагу, согласно которой, если они будут пьяны и не в состоянии добраться домой самостоятельно, они должны позвонить ему, и он отвезёт каждого домой. В тот же день Рейчел решает разобраться с Блейном окончательно; она целует его в кофейне, на что Блейн, к радости Курта, никак не реагирует, убеждаясь, что он гей, и во всём виноват алкоголь.

## Реакция
В США «Blame It on the Alcohol» посмотрели 10,58 млн телезрителей, что не намного выше, чем у предыдущего эпизода — «Comeback». Эпизод получил смешанные отзывы критиков. Роберт Каннинг из IGN дал эпизоду положительную оценку — 8 баллов из 10, назвав основную сюжетную линию «смешной» и «человечной». Кэндис Балтер из ''ScreenCrave'' поставила эпизоду 8 баллов и добавила: «На этой неделе „Хор“ поставил проблему алкоголя в перспективе. В результате получилось с юмором и иронией, но оставляет желать лучшего». Рецензия Тодда ВанДерВерффа из The A.V. Club также оказалась преимущественно позитивной; он отметил, что в серии были плохие моменты, но в целом эпизод оказался не таким ужасным, хоть и растянутым: «В списке злодеяний „Хора“ есть и гораздо бо́льшие». Его мнение о сюжетной линии Курт-Блейн-Рейчел оказалось не таким положительным: «Это вылилось в действительно сложный треугольник, при том, что Блейн понял, что он гей, и то, что Рейчел не сумасшедшая, хоть он и стал для неё „золотой темой для песни“. Сюжет сначала казался интересным [...] однако потерял нить, и создатели просто нашли выход из положения». Он также назвал Лию Мишель «недооценённой комедийной актрисой», похвалив её игру. Скотт Пирс из ''The Salt Lake Tribune'' отметил сценарий: «Было несколько сюжетных линий, во время которых можно было смеяться вслух. Это было настолько смешно, что я был вынужден приостановить DVR, чтобы успокоиться». Лусиана Мангас из ''TV Overmind'' написала: «Прошлой ночью „Хор“ сделал смелый шаг. Это вызвало споры и полемику и многие были оскорблены, судя по тому, что я прочла в Интернете. Однако должна сказать, что это сработало. Они подошли к деликатной теме очень хорошо и с очень забавной стороны». В частности, эпизод подвергся критике со стороны Родительского телевизионного совета (PTS), который назвал его худшим в соответствующей неделе показа из-за откровенного содержания.